# 白宫冠状病毒工作组
白宫冠状病毒工作组（White House Coronavirus Task Force）是成立于2020年1月29日应对美国COVID-19疫情的工作组 ；同年2月26日起，由時任美国副总统迈克·彭斯领导該工作组，德博拉·比克斯任应对协调员。
2021年1月20日，新任美國總統喬·拜登將他在交接期間成立的COVID-19諮詢委員會正式改組為政府層級的白宮COVID-19應對小組，並取代了該工作組。

## 背景

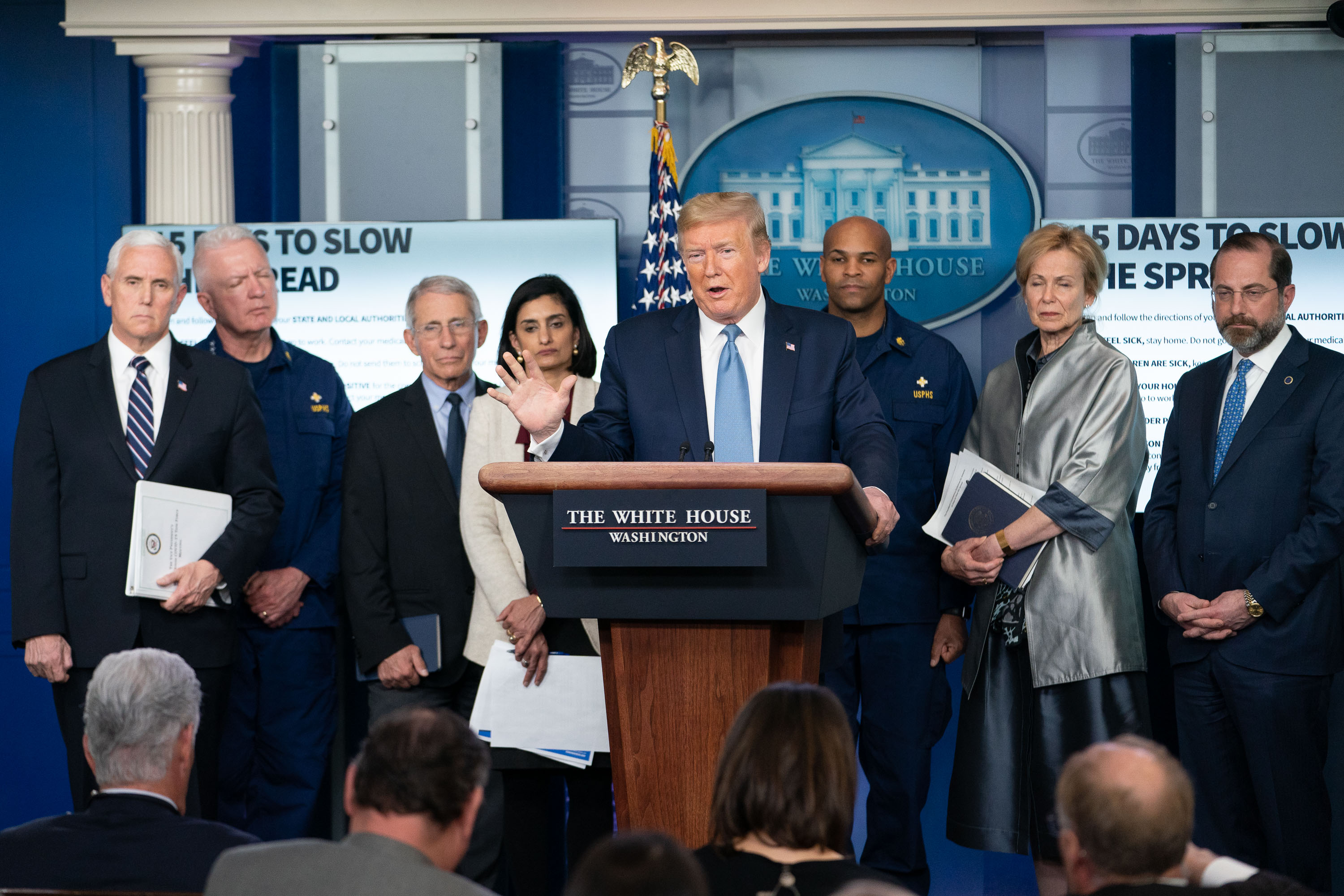
川普和白宮冠狀病毒特別工作組成員於2020年3月16日向媒體作簡報

2020年1月20日，华盛顿州确诊首例COVID-19患者。1月29日，成立白宫冠状病毒工作组。1月31日，特朗普政府宣布进入公共卫生紧急状态。
。
该工作组利用新闻发布会向公众传达疫情的最新信息、指导方针和政策变化。

## 工作组成员
负责人迈克·彭斯，成员德博拉·L·比克斯、Jerome Adams、亚历克斯·阿扎、Stephen Biegun、Robert Blair、本·卡森、Ken Cuccinelli、Kelvin Droegemeier、安东尼·弗契、Joe Grogan、Stephen Hahn、甘达庆、拉里·库德洛、Chris Liddell、斯蒂芬·姆努钦、羅伯特·C·奧布萊恩、马修·波廷杰、Robert R. Redfield、Joel Szabat、Seema Verma、Robert Wilkie。

## 扩展阅读
- White House team （页面存档备份，存于） on testing from Politico

## 站外链接
- . U.S. Department of State.   [2020-03-24]. （原始内容存档于2020-03-08）.